# Rockin' All Over the World (singolo)
Rockin' All Over the World è una canzone di John Fogerty dei Creedence Clearwater Revival, famosa soprattutto come successo della rock band inglese Status Quo.

## La canzone
In origine la canzone è scritta da John Fogerty già leader, tra gli anni sessanta e i primi anni settanta, del gruppo rock statunitense dei Creedence Clearwater Revival. Contiene un testo leggero e divertente e viene pubblicata dal suo autore nel 1975, ottenendo un discreto successo commerciale (n. 27 nelle classifiche USA).
Nel 1977, Rick Parfitt, chitarrista degli Status Quo, la ascolta casualmente alla radio e propone al resto della band di provare a farne una cover.
I Quo, tuttavia, non si limitano a questo, ma costruiscono il brano componendo una canzone nella canzone: allungano il pezzo di Fogerty (da 2:50 a 3:33 min.) e innestano una nuova parte iniziale punteggiata dal pianoforte, un nuovo assolo di chitarra centrale e una diversa conclusione finale con un nuovo efficacissimo motivo di chitarre in crescendo, inserito in una base ritmica tipicamente boogie rock. Il risultato è talmente lusinghiero che perfino il bassista del gruppo, Alan Lancaster, inizialmente assai restio all'iniziativa, è obbligato a fare marcia indietro e a riconoscere la bellezza del lavoro realizzato.

### Testo
Il testo inneggia alla libertà di viaggiare per tutto il mondo portando con sé la gioia e la spensieratezza del rock and roll e invitando gli ascoltatori a unirsi al coro qualunque sia la loro provenienza. Il messaggio di unione e di entusiasmo viene sensibilmente amplificato dalla semplicità delle liriche, specie nella parte finale in cui viene più volte riprodotta l'affermazione "I like it" (Mi piace), ma con una sfumatura che in lingua inglese consente di spezzare la parola "like" in due parti, ripetendo la sillaba "li-li-li" più volte singolarmente, così ricordando con la pronuncia il semplice vocalizzo (la, la, la...) di un bambino.
Ciò ha fortemente contribuito al successo del brano nonché alla sua universalità e longevità nel tempo, rendendolo facilmente accessibile, cantabile e memorizzabile.

### Analisi Musicale
Il brano ha un tempo in 4/4 e accordatura in do maggiore. La struttura semplice in tre accordi viene superata nella parte finale della versione degli Status Quo.
Di fatto, l'incisione di questi ultimi conserva solo l'ossatura base della versione energica e grezza di Fogerty, mantenendone l'impianto boogie rock ma presentando arrangiamenti più fruibili e radiofonici. In più, oltre alle punteggiature iniziali col pianoforte (assenti nell'originale), vengono aggiunti due nuovi assolo di chitarra.
Il primo assolo, inserito dopo le prime tre brevi strofe, viene suddiviso in due parti suonate rispettivamente da Rick Parfitt e Francis Rossi con combinazione di scale pentatoniche maggiori e minori e largo uso della tecnica della doppia corda. 
L'assolo conclusivo scritto da Parfitt chiude invece il brano in crescendo tramite il ricorso a una linea di basso discendente, l'uso di tre chitarre elettriche e una progressione armonica articolata in chiave emulativa tipicamente jazz.

### Accoglienza
Il singolo pubblicato dagli Status Quo nel 1977 sale al terzo posto delle classifiche inglesi dove raggiunge il milione di copie vendute divenendo in breve uno dei grandi classici della band, mentre altre sei milioni di copie vengono vendute nel resto del mondo.
Viene anche usato dal gruppo come brano di apertura del Live Aid nel luglio del 1985, divenendo l'inno della manifestazione. Subito dopo la conclusione dell'evento, la Vertigo decide di ristampare e pubblicare di nuovo il singolo.
Il pezzo è spesso usato come inno di giubilo dopo le reti da alcune tifoserie calcistiche quali Bayer Leverkusen, Arsenal, Southend United, Millwall, Blackpool nonché dai tifosi della nazionale dell'Irlanda del Nord.
Sebbene il brano venga giustamente accreditato a John Fogerty, è la versione degli Status Quo in assoluto quella più famosa e conosciuta; le stesse numerose ulteriori cover della canzone (ad es. da parte di gruppi come Georgia Satellites, Bon Jovi e perfino i Coldplay, che ne accennarono uno spezzone durante il brano In My Place al Live 8, nel 2005) sono in maggior parte basate sul modello elaborato dalla longeva band britannica.
Rockin' All Over the World rimane ancora oggi nel mondo, probabilmente, il brano più celebre degli Status Quo.
Note:
- Per la registrazione del video promozionale, il bassista Alan Lancaster, assente poiché da poco andato a vivere in Australia, viene sostituito da un manichino.[19]
- Il brano viene nuovamente inciso dagli Status Quo nel 1988, dopo avere modificato il testo col permesso di Fogerty, col nuovo titolo di Running All Over the World,  al fine di raccogliere fondi in favore di ‘Sport Aid’, una istituzione che lotta contro la fame, la povertà e le malattie dei bambini nel mondo.[20]
- Gli Status Quo ne registrano una versione acustica nel 2014 e la includono nell'album Aquostic (Stripped Bare).[21]

## Tracce

### Versione 1977
1. Rockin' All Over the World - 3:33 - (J. Fogerty)
2. Ring of Change - 4:21 - (Rossi/Young)

### Versione 1985
1. Rockin' All Over the World - 3:33 - (J. Fogerty)
2. Paper Plane - 2:57 - (Rossi/Young)

## Formazione
- Francis Rossi (chitarra solista, voce)
- Rick Parfitt (chitarra ritmica, voce)
- Alan Lancaster (basso, voce)
- John Coghlan (percussioni)

## Altri musicisti
- Andy Bown (tastiere, cori)

## British singles chart
| Posizione | 32 | 17 | 11 | 6 | 5 | 4 | 4 | 3 | 3 | 3 | 3 | 8 | 11 | 25 | 20 | 37 | 43 | uscito |